# Marcel-Charles-Joseph Lamson
Marcel-Charles-Joseph Lamson, francoski general, * 1877, † 1948.